# Andisheh
Andisheh (persiska: اندیشه) är en ort i Iran.   Den ligger i provinsen Teheran, i den norra delen av landet, 40 km väster om huvudstaden Teheran. Andisheh ligger 1 203 meter över havet och antalet invånare är 75 596.
Terrängen runt Andisheh är huvudsakligen platt, men åt nordost är den kuperad. Terrängen runt Andisheh sluttar söderut.Runt Andisheh är det tätbefolkat, med 947 invånare per kvadratkilometer. Närmaste större samhälle är Karaj, 14,8 km norr om Andisheh. Trakten runt Andisheh består i huvudsak av gräsmarker.